# Buxton (Wiktoria)
Buxton – miasto w Australii, w stanie Wiktoria.